# Polynoe maculata
Polynoe maculata är en ringmaskart som beskrevs av Grube 1840. Polynoe maculata ingår i släktet Polynoe och familjen Polynoidae. Inga underarter finns listade i Catalogue of Life.